# 偽亂數二進位數列
偽亂數二進位數列（英语：pseudorandom binary sequence，简称：PRBS），是一種特別的二進位數列{\displaystyle a_{0},\ldots ,a_{N-1}}，若二進位數列的位元數為N，其中為1的數字有m個，則其其自相关函数：
{\displaystyle C(v)=\sum _{j=0}^{N-1}a_{j}a_{j+v}}
只有以下二個值：
{\displaystyle C(v)={\begin{cases}m,{\mbox{ if }}v\equiv 0\;\;({\mbox{mod}}N)\\\\mc,{\mbox{ otherwise }}\end{cases}}}
其中
{\displaystyle c={\frac {m-1}{N-1}}}
稱為偽亂數二進位數列的占空比，類似連續時間信號的占空比。
偽亂數二進位數列稱為偽亂數，雖然它是決定性的，不過其{\displaystyle a_{j}}的數值和前後元素的數值無關，看似隨機的，因此稱為偽亂數。
偽亂數二進位數列可以延伸到無限長，方式是在{\displaystyle N}個元素都出現過之後，再從{\displaystyle a_{0},\ldots ,a_{N-1}}再出現一次……，這點和真正的由放射性衰減或白雜訊產生的數列不同，後者在本質上就是無限長的。偽亂數二進位數列比最大長度數列更普遍，後者是特別的N位元偽亂數二進位數列，是由線性移位暫存器所產生的。最大長度數列的占空比恆為50%，長度為k位元的暫存器，其數列長度為{\displaystyle N=2^{k}-1}。偽亂數二進位數列可以用在電信、密碼學及模擬等應用。

## 實際的實現

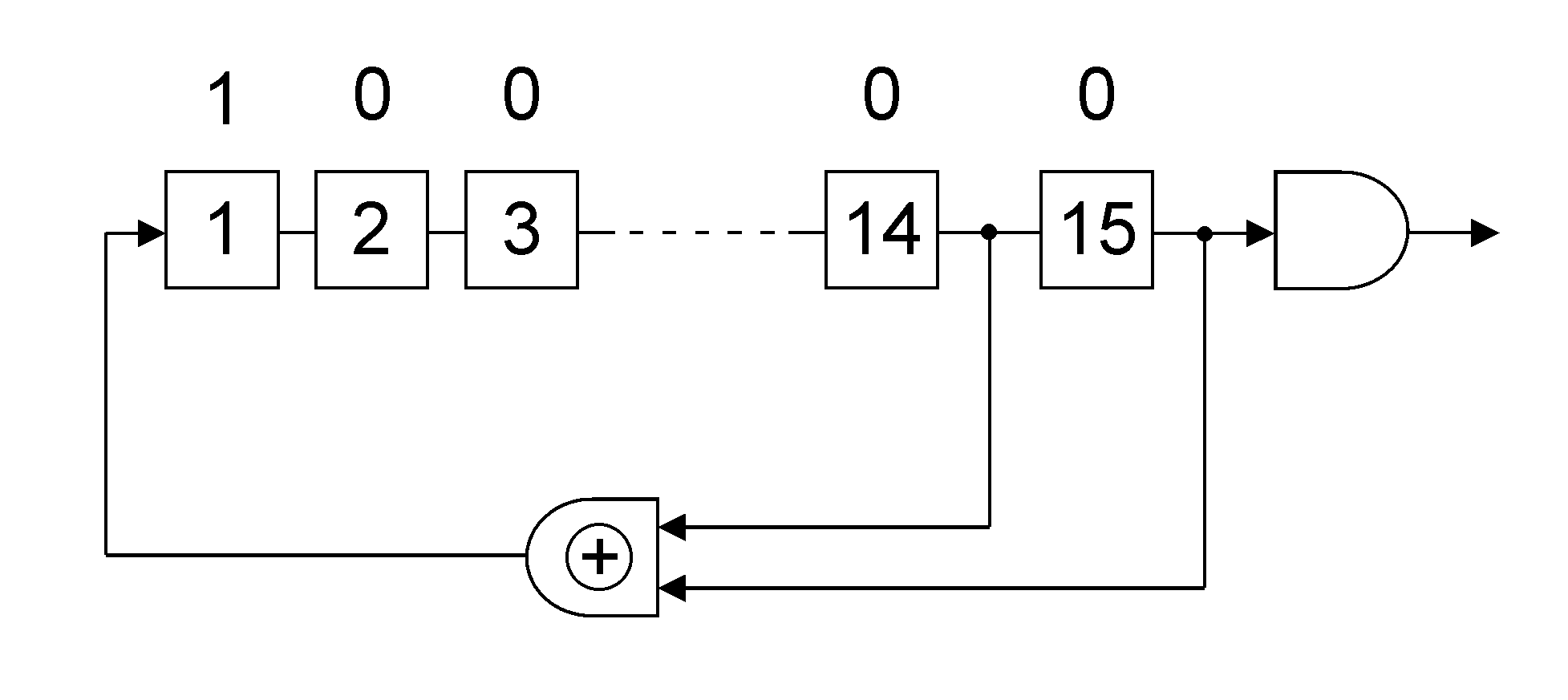
PRBS-15的示意圖，中的和表示將第15和14個位元進行XOR後，做為新的位元

偽亂數二進位數列可以用线性反馈移位寄存器產生。
一些常見的的數列產生多項式為
PRBS7  = {\displaystyle x^{7}+x^{6}+1}
PRBS15 = {\displaystyle x^{15}+x^{14}+1}
PRBS23 = {\displaystyle x^{23}+x^{18}+1}
PRBS31 = {\displaystyle x^{31}+x^{28}+1}
以下是一個用 PRBS-7 產生偽亂數二進位數列的C語言程式
```
#include
 
<stdio.h>

#include
 
<stdint.h>

#include
 
<stdlib.h>

    

int
 
main
(
int
 
argc
,
 
char
*
 
argv
[])
 
{

    
uint8_t
 
start
 
=
 
0x02
;

    
uint8_t
 
a
 
=
 
start
;

    
int
 
i
;
    

    
for
(
i
 
=
 
1
;;
 
i
++
)
 
{

        
int
 
newbit
 
=
 
(((
a
 
>>
 
6
)
 
^
 
(
a
 
>>
 
5
))
 
&
 
1
);

        
a
 
=
 
((
a
 
<<
 
1
)
 
|
 
newbit
)
 
&
 
0x7f
;

        
printf
(
"%x
\n
"
,
 
a
);

        
if
 
(
a
 
==
 
start
)
 
{

            
printf
(
"repetition period is %d
\n
"
,
 
i
);

            
break
;

        
}

    
}

}

```

此例中，PRBS-7的週期為127位元。

## 外部連結
- https://web.archive.org/web/20131111050840/http://www.scriptwell.net/correlation.htm